# ユカ (マンモス)
ユカ（英語：YUKA）は、ミイラ化して発見されたマンモス (Monmouth) である。
ユカはシベリアの約3万9000年前の永久凍土の地層から2010年に発見された。体長は約3メートル、推定年齢10歳のメスで、少なくとも1万年前に死んだ。人間によって狩猟された可能性が考えられている。またユカの臓器はなくなっていた。
2013年7月、日本でも公開された。